# 53 p.n.e.
| [ Edytuj tabelę ] |                                      |
| Król Armenii      | - 55 p.n.e. Artawazdes II 34 p.n.e.  |
| Król Bosporu      | - 63 p.n.e. Farnakes 47 p.n.e.       |
| Cesarz Chin       | - 74 p.n.e. Han Xuandi 49 p.n.e.     |
| Władca Egiptu     | - 80 p.n.e. Ptolemeusz XII 51 p.n.e. |
| Wódz Galów        | - 53 p.n.e. Wercyngetoryks 52 p.n.e. |
| Król Judei        | - 63 p.n.e. Jan Hirkan II 40 p.n.e.  |
| Król Kommageny    | - 70 p.n.e. Antioch I 36 p.n.e.      |
| Król Nabatei      | - 59 p.n.e. Malichus I 30 p.n.e.     |
| Król Numidii      | - 60 p.n.e. Juba I 46 p.n.e.         |
| Król Paflagonii   | - 63 p.n.e. Attalos 40 p.n.e.        |
| Król Partów       | - 57 p.n.e. Orodes II 37 p.n.e.      |

Rok 53 p.n.e.
stulecia: II wiek p.n.e. ~
I wiek p.n.e. ~
I wiek

lata: 63 p.n.e. «
57 p.n.e. «
56 p.n.e. «
55 p.n.e. «
54 p.n.e. «
53 p.n.e. »
52 p.n.e. »
51 p.n.e. »
50 p.n.e. »
49 p.n.e. »
43 p.n.e.

## Wydarzenia
- Chiński cesarz Han Xuandi zwołał sesję naukową poświęconą rozbieżnościom w transmisji i interpretacji tekstów konfucjańskich.
- W bitwie pod Carrhae Partowie rozgromili Rzymian.
- W wyniku śmierci Marka Licyniusza Krassusa rozpadł się I triumwirat.
- Zaczęło się powstanie Wercyngetoryksa w Galii.

## Zmarli
- Gajusz Skryboniusz Kurion, rzymski polityk.
- Marek Licyniusz Krassus, rzymski polityk i dowódca (ur. 115 p.n.e.).
- Publiusz Krassus, syn Marka Licyniusza Krassusa.